# Drag Race Bélgica
Drag Race Belgica (a veces llamada Drag Race Belguique) es un programa de telerrealidad belga en francés basado en el programa estadounidense RuPaul's Drag Race. El programa se transmite a través de Tipik en Bélgica y se transmite internacionalmente en WOW Presents Plus. El programa es presentado por la drag queen canadiense Rita Baga, quien fue subcampeona en la primera temporada de Canada's Drag Race. Lufy y Mustii sirven junto a Rita Baga en el panel de jueces.

## Producción
Con la expansión de la franquicia Drag Race en Suecia, Francia y Filipinas; World of Wonder anunció una adaptación belga con RuPaul y Tom Campbell como productores ejecutivos.  Más tarde se reveló que la reina quebequense de habla francesa, Rita Baga, sería la presentadora y jueza principal del programa. En la RuPaul's DragCon UK, el panel de jueces se reveló con Lufy, una empresaria y creadora de contenido; y Mustii, cantante y actor.

## Temporada 1
Las drag queens que compiten para el título de "Belgique's Next Drag Superstar" para la temporada 1 de Drag Race Bélgica son:
(La edad y nombre de los participantes registrados al momento del concurso)
| Concursante          | Nombre Legal               | Edad | Origen                  | Posición   |
| -------------------- | -------------------------- | ---- | ----------------------- | ---------- |
| Drag Couenne         | Adrien De Biasi            | 24   | Bruselas                | Ganadora   |
| Athena Sorgelikis    | TBA                        | 27   | Bruselas                | Finalista  |
| Susan                | Jérome Depriestre          | 26   | Gante, Región Flamenca  | 3.º Lugar  |
| Mademoiselle Boop    | Renaud Dévéhix             | 37   | Bruselas                | 4.º Lugar  |
| Peach                | TBA                        | 23   | Lieja, Región Valona    | 5.º Lugar  |
| Valenciaga           | TBA                        | 26   | Gante, Región Flamenca  | 6.º Lugar  |
| Mocca Bone           | Andres Due Blust-Mommaerts | 35   | Bruselas                | 7.º Lugar  |
| Edna Sorgelsen       | TBA                        | 34   | Lieja, Región Valona    | 8.º Lugar  |
| Amanda Tears         | Louis Soenen               | 21   | Mouscron, Región Valona | 9.º Lugar  |
| Brittany Von Bottoks | TBA                        | 36   | Mons, Región Valona     | 10.º Lugar |

### Progreso
| EpisodioConcursante  | 1    | 2    | 3    | 4    | 5    | 6    | 7    | 8          |
| -------------------- | ---- | ---- | ---- | ---- | ---- | ---- | ---- | ---------- |
| Drag Couenne         | HIGH | WIN  | SAFE | WIN  | SAFE | HIGH | WIN  | Winner     |
| Athena Sorgelikis    | WIN  | SAFE | SAFE | SAFE | LOW  | WIN  | BTM  | Finalist   |
| Susan                | SAFE | LOW  | WIN  | BTM  | HIGH | LOW  | SAFE | Eliminated |
| Mademoiselle Boop    | SAFE | SAFE | HIGH | SAFE | WIN  | BTM  | ELIM | Guest      |
| Peach                | SAFE | HIGH | SAFE | HIGH | BTM  | ELIM |      | Guest      |
| Valenciaga           | SAFE | BTM  | BTM  | LOW  | ELIM |      |      | Miss C     |
| Mocca Bone           | LOW  | SAFE | BTM  | ELIM |      |      |      | Guest      |
| Edna Sorgelsen       | SAFE | SAFE | ELIM |      |      |      |      | Guest      |
| Amanda Tears         | BTM  | ELIM |      |      |      |      |      | Guest      |
| Brittany Von Bottoks | ELIM |      |      |      |      |      |      | Guest      |

     La concursante es la ganadora de la temporada.
     La concursante fue de las finalistas, pero no ganó.
     La concursante fue de las finalistas, pero fue eliminada en la final.
     La concursante ganó el episodio.
     La concursante estuvo entre las mejores del episodio y fue salvada.
     La concursante no estuvo entre las mejores ó peores del episodio y fue salvada.
     La concursante estuvo entre las peores del episodio y fue salvada.
     La concursante hizo lip-sync y ganó.
     La concursante hizo lip-sync y perdió.
     La concursante obtuvo el título de Miss Simpatía.
     La concursante apareció como invitada en el episodio.

## Temporada 2
| EpisodioConcursante | 1    | 2    | 3    | 4    | 5    | 6    | 7    | 8          |
| ------------------- | ---- | ---- | ---- | ---- | ---- | ---- | ---- | ---------- |
| Alvilda             | HIGH | HIGH | WIN  | WIN  | HIGH | HIGH | BTM  | Winner     |
| La Veuve            | WIN  | LOW  | BTM  | SAFE | SAFE | WIN  | WIN  | Finalist   |
| Loulou Velvet       | SAFE | WIN  | SAFE | BTM  | SAFE | BTM  | BTM  | Eliminated |
| Gabanna             | BTM  | SAFE | SAFE | HIGH | BTM  | SAFE | SAFE | Eliminated |
| Chloe Clark         | BTM  | BTM  | HIGH | LOW  | WIN  | ELIM |      | Guest      |
| Star                | SAFE | SAFE | LOW  | SAFE | ELIM |      |      | Miss.S.    |
| Morphae             | LOW  | SAFE | SAFE | QUIT |      |      |      | Guest      |
| Madame Yoko         | SAFE | HIGH | ELIM |      |      |      |      | Guest      |
| Sarah Logan         | SAFE | ELIM |      |      |      |      |      | Guest      |

     La concursante es la ganadora de la temporada.
     La concursante fue de las finalistas, pero no ganó.
     La concursante fue de las finalistas, pero fue eliminada en la final.
     La concursante ganó el episodio.
     La concursante estuvo entre las mejores del episodio y fue salvada.
     La concursante no estuvo entre las mejores ó peores del episodio y fue salvada.
     La concursante estuvo entre las peores del episodio y fue salvada.
     La concursante hizo lip-sync y ganó.
     La concursante hizo lip-sync y perdió.
     La concursante obtuvo el título de Miss Simpatía.
     La concursante apareció como invitada en el episodio.